# Tir amb arc als Jocs Olímpics d'estiu de 2016
En els Jocs Olímpics d'Estiu de 2016, celebrats a la ciutat de Rio de Janeiro (Brasil), es realitzaran quatre proves de tir amb arc, dues en categoria masculina i dues més en categoria femenina, tant en format individual com per equips.
La competició es realitza entre els dies 6 i 12 d'agost al Sambódromo da Marquês de Sapucaí.

## Resum de medalles

### Categoria masculina
| Prova                      | Or                                                      | Plata                                                     | Bronze                                           |
| Individual masculí Detalls | Ku Bon-chan (KOR)                                       | Jean-Charles Valladont (FRA)                              | Brady Ellison (USA)                              |
| Per equips Detalls         | Corea del Sud Ku Bon-chan · Lee Seung-yun · Kim Woo-jin | Estats Units Brady Ellison · Zach Garrett · Jake Kaminski | Austràlia Alec Potts · Ryan Tyack · Taylor Worth |

### Categoria femenina
| Prova                     | Or                                                    | Plata                                                         | Bronze                                                  |
| Individual femení Detalls | Chang Hye-jin (KOR)                                   | Lisa Unruh (GER)                                              | Ki Bo-bae (KOR)                                         |
| Per equips Detalls        | Corea del Sud Chang Hye-jin · Choi Mi-sun · Ki Bo-bae | Rússia Tuyana Dashidorzhieva · Ksenia Perova · Inna Stepanova | Xina Taipei Le Chien-ying · Lin Shih-chia · Tan Ya-ting |

## Medaller
| Posició | País          | Or | Plata | Bronze | Total |
| 1       | Corea del Sud | 4  | 0     | 1      | 5     |
| 2       | Estats Units  | 0  | 1     | 1      | 2     |
| 3       | Alemanya      | 0  | 1     | 0      | 1     |
| 3       | França        | 0  | 1     | 0      | 1     |
| 3       | Rússia        | 0  | 1     | 0      | 1     |
| 6       | Austràlia     | 0  | 0     | 1      | 1     |
| 6       | Xina Taipei   | 0  | 0     | 1      | 1     |
| Total   | Total         | 4  | 4     | 4      | 12    |